# اعصاب انگشتی مشترک کف‌دستی عصب اولنا
اعصاب انگشتی مشترک کف‌دستی عصب اولنا (انگلیسی: Common palmar digital nerves of ulnar nerve)
- عصب اولنا (ulnar nerve) پس از ورود به کف دست به دو شاخه تقسیم می‌گردد:

شاخه عصب انگشتی مخصوص کف‌دستی (proper digital nerves) که به لترال انگشت پنجم عصب می‌دهد.
شاخه مشترک انگشتی کف‌دستی (Common palmar digital nerves) که در فضای بین استخوانی چهارم به طرف دیستال می‌رود و پس از رسیدن به وب چهارم به دو شاخه مخصوص انگشتی کف دستی تقسیم می‌گردد که یکی از آنها به مدیال انگشت پنجم و دیگری به لترال انگشت چهارم عصب رسانی می‌کند.